# Apeadeiro de Bagaúste
O Apeadeiro de Bagaúste é uma interface encerrada da Linha do Douro, que servia a freguesia de Canelas, no Distrito de Vila Real, em Portugal.

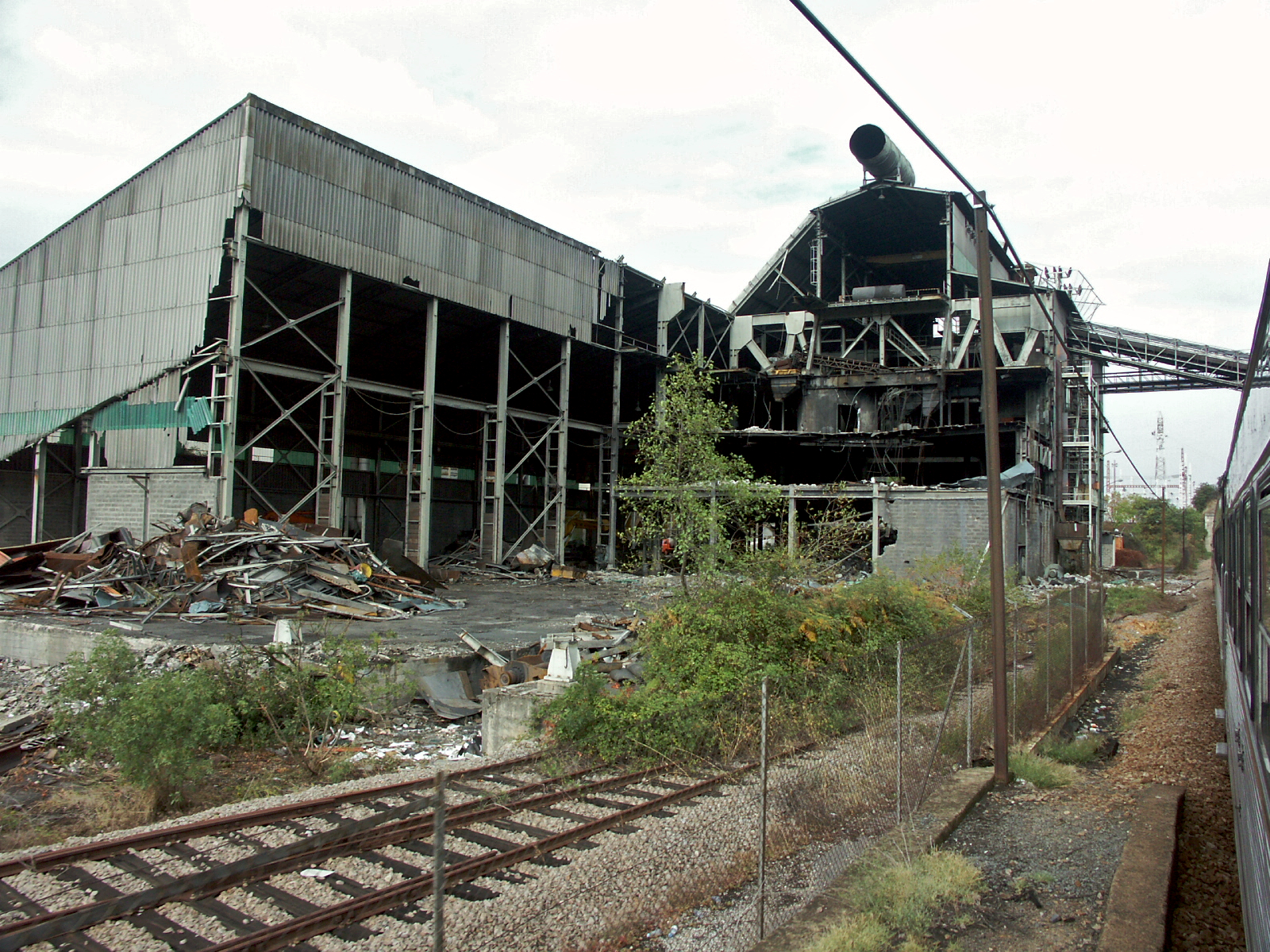
Ramal ferroviário da extinta unidade industrial Milnorte, contígua ao apeadeiro.

## História
Esta interface situa-se no lanço da Linha do Douro entre a Régua e o Ferrão, que entrou ao serviço em 4 de Abril de 1880. No entanto, em 1903 ainda não dispunha de qualquer ligação rodoviária, motivo pelo qual, em Outubro desse ano, o governo autorizou a construção de uma estrada que ligasse este apeadeiro a um cais no Rio Douro.

Em 2008, este apeadeiro encontrava-se num avançado estado de degradação.